# Кастелли (муниципалитет)
Муниципалитет Кастелли  (исп. Partido de Castelli) — муниципалитет в Аргентине в составе провинции Буэнос-Айрес.
Территория — 2100 км². Население — 8205 человек. Плотность населения — 3,90 чел./км².
Административный центр — Кастелли.

## География
Муниципалитет расположен на востоке провинции Буэнос-Айрес.
Муниципалитет граничит:
- на северо-западе — c муниципалитетом Лесама
- на севере — с муниципалитетом Часкомус
- на востоке — с Атлантическим океаном
- на юге — с муниципалитетами Долорес, Тордильо
- на западе — с муниципалитетом Пила

## Важнейшие населённые пункты[3]
| № | Населённый пункт   | Населённый пункт (исп.) | Категория | Население чел. (2010) | На карте                        |
| - | ------------------ | ----------------------- | --------- | --------------------- | ------------------------------- |
| 1 | Кастелли           | Castelli                | город     | 6859                  | 36°05′23″ ю. ш. 57°48′15″ з. д. |
| 2 | Сентро-Герреро     | Centro Guerrero         | посёлок   | 114                   | 36°03′19″ ю. ш. 57°49′15″ з. д. |
| 3 | Серро-де-ла-Глория | Cerro de la Gloria      | посёлок   | 107                   | 35°58′31″ ю. ш. 57°27′01″ з. д. |